# Autoroute A7

La A7 o Autoroute du Soleil es la autopista francesa más importante que une Lyon y Marsella. Forma parte de la carreteras europeas E15, E80 y E714. Es la prolongación de la A6 de París hasta Lyon. Ambas forman el eje principal entre París y el Mediterráneo.
Es una autopista de peaje y está gestionada por Autoroutes du sud de la France (ASF), filial de Vinci.

## Historia
El primer tramo de la autopista fue el tramo urbano en el norte de Marsella, entre Les Pennes-Mirabeau y Marsella de 13 km, abierto en 1951.
En 1965 se abrió en el extremo norte un tramo de 30 km entre Lyon y Vienne.
La conexión con la A6 hacia el norte se hizo en 1971 con la apertura del túnel de Fourvière.

## Salidas
| Número de Salida                                   | Nombre de Salida | Carretera que enlaza                   |
| -------------------------------------------------- | --- | -------------------------------------- |
| 0                                                  | Lyon-Centre (quais du Rhône, Presqu'Île)                                                                            |                                        |
| 1.1                                                | La Part Dieu, Rive Gauche                                                                                           |                                        |
| 1                                                  | Barrios de Lyon: Gerland, Charlemagne, Pont Pasteur, futur Musée des Confluences; otras ciudades: Ginebra, Grenoble |                                        |
| 2 (km 2)                                           | La Mulatière |                                        |
| 3 (km 4)                                           | Oullins-La Saulaie (de Lyon)                                                                                        |                                        |
| 4 (km 6)                                           | Pierre-Bénite, Z.I. Les Lônes                                                                                       |                                        |
|                                                    | A450 ; Brignais, Saint-Genis-Laval                                                                                  |                                        |
| 5 (km 7)                                           | Saint-Fons (hacia Boulevard périphérique de Lyon, via Boulevard Pierre-Sémard)                                      | D 383 / Boulevard périphérique de Lyon |
| 6 (km 8)                                           | Vénissieux (Boulevard Urbain Sud) D 301                                                                             |                                        |
| 7 (km 13)                                          | Solaize |                                        |
|                                                    | A46 \| A47 |                                        |
| 8 (km 22N)                                         | Chasse-sur-Rhône (de Marsella)                                                                                      |                                        |
| 9 (km 26N)                                         | Vienne, Valence, Grenoble par RN (de Lyon)                                                                          | N 7                                    |
| 10 (km 31N)                                        | Ampuis, Condrieu (de Lyon)                                                                                          |                                        |
| 11 (km 32N)                                        | Vienne, L'Isle-d'Abeau (de Marseille)                                                                               |                                        |
|                                                    | Péage de Vienne-Reventin + Área de descanso de Vienne                                                               |                                        |
| 11.1 (km 19)                                       | Auberives-sur-Varèze: salida solo en dirección a Marsella                                                           |                                        |
| 12 (km 24)                                         | Chanas, Annonay, Péage-de-Roussillon, Parc animalier de Peaugres D 17                                               |                                        |
|                                                    | Área de Servicio de Saint-Rambert-d'Albon Área de descanso de Blacheronde (Lyon-Marsella)                           |                                        |
| (km 38)                                            | Col du Grand Bœuf (altitude {323m)                                                                                  |                                        |
|                                                    | Área de descanso de la Combe Tourmente (Marsella-Lyon)                                                              |                                        |
|                                                    | Área de descanso de la Bouterne (sentido Marsella-Lyon                                                              |                                        |
| 13 (km 56)                                         | Tain-l'Hermitage, Tournon-sur-Rhône                                                                                 |                                        |
|                                                    | Área de Servicio de du Pont de l’Isère (sentido Lyon-Marsella) / Latitude 45 (sentido Marsella-Lyon)                |                                        |
| 14 (km 67)                                         | Valence, Romans-sur-Isère, Bourg-lès-Valence                                                                        |                                        |
| 15 (km 75)                                         | Valence /Grenoble                                                                                                   |                                        |
| 16 (km 92)                                         | Loriol-sur-Drôme, Crest, Privas, Memorial a los bomberos de Loriol                                                  |                                        |
|                                                    | Área de descanso de Bras de Zil (sentido Lyon-Marsella) + Área de servicio de Saulce (sentido Marsella-Lyon)        |                                        |
| 17 (km 102)                                        | Montélimar, Le Teil, Dieulefit, Saulce-sur-Rhône                                                                    |                                        |
|                                                    | Área de descanso de la Coucourde (Lyon-Marsella) / Logis Neuf (Marsella-Lyon)                                       |                                        |
|                                                    | Área de descanso de Savasse (porte du soleil)(sentido Lyon-Marsella) / Roubion (sentido Marsella-Lyon)              |                                        |
|                                                    | Área de Servicio de Montélimar                                                                                      |                                        |
| 18 (km 125)                                        | Montélimar — Le Puy-en-Velay, Aubenas, Valréas, Nyons                                                               |                                        |
|                                                    | Área de descanso de Pierrelatte (sentido Lyon-Marsella) / Donzère (sentido Marsella-Lyon)                           |                                        |
|                                                    | Área de descanso de Tricastin (sentido Marsella-Lyon)                                                               |                                        |
| 19 (km 146)                                        | Bollène — Alès, Pont-Saint-Esprit                                                                                   |                                        |
|                                                    | Área de Servicio de Mornas-Village (Lyon-Marsella) radar automatique (130 km/h) / Mornas-les-Adrets (Marsella-Lyon) |                                        |
| 20 (solo en dirección a Marsella, km 164)          | Orange |                                        |
| (km 167)                                           | A9 |                                        |
| 21 (km 168)                                        | Caderousse |                                        |
|                                                    | Área de descanso de Orange-Le Grès (Lyon-Marsella) / Orange-Le Coudoulet (Marsella-Lyon)                            |                                        |
| 22 (km 172)                                        | Carpentras |                                        |
|                                                    | Área de descanso du Fournalet (Lyon-Marsella) + Área de Servicio de Sorgues (Marsella-Lyon)                         |                                        |
| 23 (km 188)                                        | Avignon quartiers Nord, Le Pontet, Carpentras                                                                       |                                        |
|                                                    | Área de Servicio Morières (Lyon-Marsella)                                                                           |                                        |
| 24 (km 199)                                        | Avignon quartiers Sud, Apt, Aéroport d'Avignon - Caumont                                                            |                                        |
|                                                    | Área de descanso de Cabannes (Lyon-Marsella) / Noves (Marsella-Lyon)                                                |                                        |
|                                                    | Área de descanso de Cavaillon                                                                                       |                                        |
| 25 (km 210)                                        | Cavaillon, Arlés, Beaucaire, et Tarascon                                                                            |                                        |
|                                                    | Área de descanso de Sénas                                                                                           |                                        |
| 26 (km 221)                                        | Sénas, Lambesc, Aix-en-Provence , Salon-de-Provence                                                                 | D 538 D 9                              |
| 27 (km 230)                                        | Salon-de-Provence (Salida autopista desde Lyon, entrada hacia Lyon)                                                 | D 538                                  |
|                                                    | Área de descanso de Lamanon (Marsella-Lyon)                                                                         |                                        |
| (km 235)                                           | A54 |                                        |
| (km 240)                                           | Péage de Lançon de Provence                                                                                         |                                        |
|                                                    | Área de Servicio de Lançon-Provence                                                                                 |                                        |
| (km 245)                                           | A8 |                                        |
| 28 (km 255)                                        | Rognac, Avignon et Lyon por D 113 }                                                                                 |                                        |
| 29 (km 261)                                        | Vitrolles |                                        |
|                                                    | Área de Servicio Vitrolles-Est (Marsella-Lyon); Área de Servicio Vitrolles -Ouest ya no existe.                     |                                        |
| 30 + 30a/30b (km 264)                              | Vitrolles, Aéroport de Marignane                                                                                    | D 9 }                                  |
| (km 270)                                           | A55 |                                        |
| 31 (km 271)                                        | Les Pennes-Mirabeau                                                                                                 |                                        |
| (km 272)                                           | A51 |                                        |
| 32 (km 274)                                        | Saint-Antoine D 8N                                                                                                  |                                        |
| 33 (km 275)                                        | Les Aygalades |                                        |
| 34 (km 278)                                        | Les Arnavaux |                                        |
| (km 278)                                           | A507 |                                        |
| 35 (km 279)                                        | La Rose, Aubagne, Toulon                                                                                            |                                        |
| 36 (km 280)                                        | A557 enlace con A 55 , Boulevard de Plombières (depuis Lyon)                                                        |                                        |
| Fin de la autopista en Gare Saint Charles (km 282) | - |                                        |